# Ronald David Laing

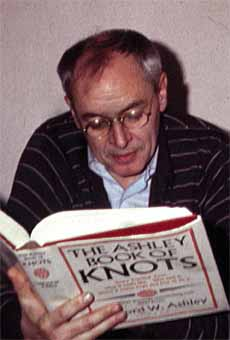
R. D. Laing (1983)

Ronald David Laing (ur. 7 października 1927 w Glasgow, zm. 23 sierpnia 1989 w Saint-Tropez) – szkocki lekarz, psychiatra, nauczyciel akademicki; zajmował się badaniem etiologii schizofrenii, opublikował m.in. Podzielone „ja” (1960).
Laing jest znany jako twórca teorii przyczyn zaburzeń umysłowych. Jego teoria schizogenicznych rodziców wyłączyła go z nurtu psychiatrii w jego czasach. Często był kojarzony z antypsychiatrią.

## Książki wydane po polsku
- Polityka doświadczenia. Rajski ptak (The Politics of Experience and the Bird of Paradise), wydawnictwo KR, Warszawa 1996 (wydanie 1), przekład: Agnieszka Grzybek, 203 strony, 12,5x19,5 cm, oprawa miękka, ISBN 83-86989-05-X
- Polityka doświadczenia. Rajski ptak (The Politics of Experience and the Bird of Paradise), wydawnictwo KR, Warszawa 2005 (wydanie 2), 208 stron, 12,5 x19,5 cm, oprawa miękka, ISBN 83-89158-15-9
- Ja i inni. Relacje a zaburzenia psychiczne (Self and Others), wyd. REBIS 1996, 1998 (wydanie 1), 223 strony
- Podzielone ja (The Divided Self: An Existential Study in Sanity and Madness), Dom Wydawniczy REBIS, Poznań 1995 (wydanie 1), 265 stron, oprawa miękka
- Podzielone ja (The Divided Self: An Existential Study in Sanity and Madness), Dom Wydawniczy REBIS, Poznań 1999 (wydanie 2 poprawione), ISBN 83-7120-830-8
- Podzielone ja (The Divided Self: An Existential Study in Sanity and Madness), wyd. REBIS 2004, 275 stron, 12,5x19,5 cm, oprawa miękka, ISBN 83-7120-830-8
- Zdrowie, szaleństwo i rodzina. Rodziny schizofreników (Sanity, Madness and the Family), R.D. Laing and Aaron Esterson, wyd. PWN 1995 (wydanie 1), przekład: Monika Jurewicz, 231 stron, oprawa miękka, ISBN 978-83-01-11769-6

## Książki w jęz. angielskim (wybór)
- 1960 - Laing, R.D.: The Divided Self: An Existential Study in Sanity and Madness. Harmondsworth: Penguin.
- 1964 - Laing, R.D. and Esterson, A.: Sanity, Madness and the Family. London: Penguin Books.
- 1964 - Laing, R.D. and Cooper, D.G.: Reason and Violence: A Decade of Sartre's Philosophy. (2nd ed.) London: Tavistock Publications Ltd.
- 1966 - Laing, R.D., Phillipson, H. and Lee, A.R.: Interpersonal Perception: A Theory and a Method of Research. London: Tavistock.
- 1967 - Laing, R.D.: The Politics of Experience and the Bird of Paradise. Harmondsworth: Penguin.
- 1969 - Laing, R.D.: Self and Others. (2nd ed.) London: Penguin Books.
- 1970 - Laing, R.D.: Knots. London: Penguin.
- 1971 - Laing, R.D.: The Politics of the Family and Other Essays. London: Tavistock Publications.
- 1976 - Laing, R.D.: Do You Love Me? An Entertainment in Conversation and Verse New York: Pantheon Books.
- 1976 - Laing, R.D.: Sonnets. London: Michael Joseph.
- 1976 - Laing, R.D.: The Facts of Life. London: Penguin.
- 1977 - Laing, R.D.: Conversations with Adam and Natasha. New York: Pantheon.
- 1982 - Laing, R.D.: The Voice of Experience: Experience, Science and Psychiatry. Harmondsworth: Penguin.
- 1985 - Laing, R.D.: Wisdom, Madness and Folly: The Making of a Psychiatrist 1927-1957. London: Macmillan.
- 1995 - Mullan, B.: Mad to be Normal: Conversations with R.D. Laing. London: Free Association Books.